# Eugenia Sader
María Eugenia Sader Castellanos es una médica, militar y política venezolana. Fue ministra del Ministerio del Poder Popular para la Salud de Venezuela.

## Biografía
Hija de Rubén Sader Pérez, líder importante del partido Acción Democrática y director general de la Corporación Venezolana del Petróleo (1963-1969) durante el gobierno de Raúl Leoni. Fiel seguidora del proceso liderizado por Hugo Chávez, Sader se venía desempeñando como viceministra de Redes de Salud Pública Colectiva, un despacho del ministerio de salud venezolano.[cita requerida] Sader es pediatra y Coronel de la Aviación Nacional de Venezuela.
Desde su fundación, es designada por directiva presidencial como la 3.ª Comandante del Batallón 51 , grupo de médicos Venezolanos y Extranjeros graduados en Cuba por la Escuela Latino Americana de Medicina.
Sader participaba en las filas del oficialismo y era conocida como “La Coronela”, por ser médico pediatra asimilada a la Aviación Militar Venezolana. En el 2010 asumió paralelamente la Dirección de Hospitales y la Presidencia de varias dependencias del Ministerio, entre ellas la Fundación de Edificaciones y Equipamientos Hospitalarios, encargada de ejecutar la refacción y construcción de nuevas instalaciones sanitarias, de acuerdo a información de El Nacional.
Durante la Memoria y Cuenta de ese año reflejó que las obras apenas tuvieron un avance de 49%, con 222 remodelaciones quedaron pendientes por ejecutar y una lista de espera por cirugías en hospitales que ascendía a 30.000 personas.
Constituyó en el 2011 la Comisión de Licitaciones de la fundación. Su hijo Eugen Enrique Bejarano Sader, era el secretario de esa comisión, esto de acuerdo a la Gaceta Oficial 39656 del 4 de abril de 2011.
A su vez era accionista y tesorera de una empresa denominada Asociación Cooperativa Zic Zac 514, RL, fichada en el Registro Nacional de Contratistas con el número 0100005299167487 cuyo objeto social es la construcción civil en general, la elaboración y ejecución de todo tipo de proyectos de obras mecánicas, eléctricas, civiles e hidráulicas, entre otras, reseñó el medio.

## Acusaciones en su contra
Sader fue imputada en junio de 2014 de “peculado doloso, asociación para delinquir y sobregiro presupuestario” por el Ministerio Público. También de omisión de la contratación del servicio de mantenimiento para los equipos de radioterapia del país, acción que trajo como consecuencia la paralización de tratamientos para los pacientes oncológicos.
No solo fue acusada de esto, sino que varias ONG´S denunciaron el retraso en la reconstrucción de varios hospitales, a pesar de la aprobación de recursos destinados para Barrio Adentro. Los medicamentos vencidos en diferentes zonas del país también se reportaron durante su gestión, y en el año 2012 se pidió una investigación por “omisión e inobservancia en el proceso de selección de contratistas previstas en la Ley de Licitaciones vigentes“.
Asimismo fue acusada de cambiar en los proyectos originales de seis hospitales que ya no serían construidos como se esperaba, y pasaron a ser centros hospitalarios con una estructura “prefabricada”. Se determinó entonces, que las irregularidades datan desde los inicios del proyecto, cuando el denominado Consorcio Vialidad Sucre y Alba Bolivariana, siendo una empresa del Estado, adscrita al Ministerio del Poder Popular para el Transporte Terrestre, firmó contrato con la empresa Constructora Pemegas; C.A, para realizar los estudios y proyectos en el área de urbanismo, arquitectura e ingeniería para la ejecución de las obras.
En este sentido, se detectó que dicha contratación planteaba un conflicto de intereses, ya que el ciudadano Lucas Pou Ruan, quien ejercía funciones como Director de Obras de la Oficina Presidencial de Planes y Proyectos Especiales, adscrita al Despacho de la Presidencia, además fungía como accionista de la prenombrada empresa Pemegas.
En el 2014 el Ministerio de Salud reconoció la paralización de al menos 10 obras de salud como resultado de la gestión de Sader, y presuntamente la exministra habría contratado a la empresa encargada sin tener disponibilidad presupuestaria.

## Medidas de la Fiscalía
La Fiscalía 57° Nacional imputó a Sader por la presunta comisión de los delitos de peculado doloso propio, sobregiro presupuestario y asociación para delinquir, previstos en la Ley contra la Corrupción y la Ley Orgánica contra la Delincuencia Organizada y Financiamiento al Terrorismo.
Luego, el Ministerio Público solicitó medidas reales de prohibición de enajenar y gravar bienes e inmovilización de cuentas bancarias de Sader y de su hijo Eugen Enrique Bejarano Sader, pedimento que fue acordado por la referida instancia judicial.
La Sala Constitucional del Tribunal Supremo de Justicia (TSJ) ordenó reponer la causa para que la Sala N° 4 de la Corte de Apelaciones del AMC, se pronunciara acerca del amparo ejercido por Sader contra la decisión del Tribunal 52.º de Control de esa jurisdicción.